# 6115 Martinduncan
6115 Martinduncan (1984 SR2) là một tiểu hành tinh vành đai chính được phát hiện ngày 25 tháng 9 năm 1984 bởi B. A. Skiff ở Flagstaff.